# Nikko R/C

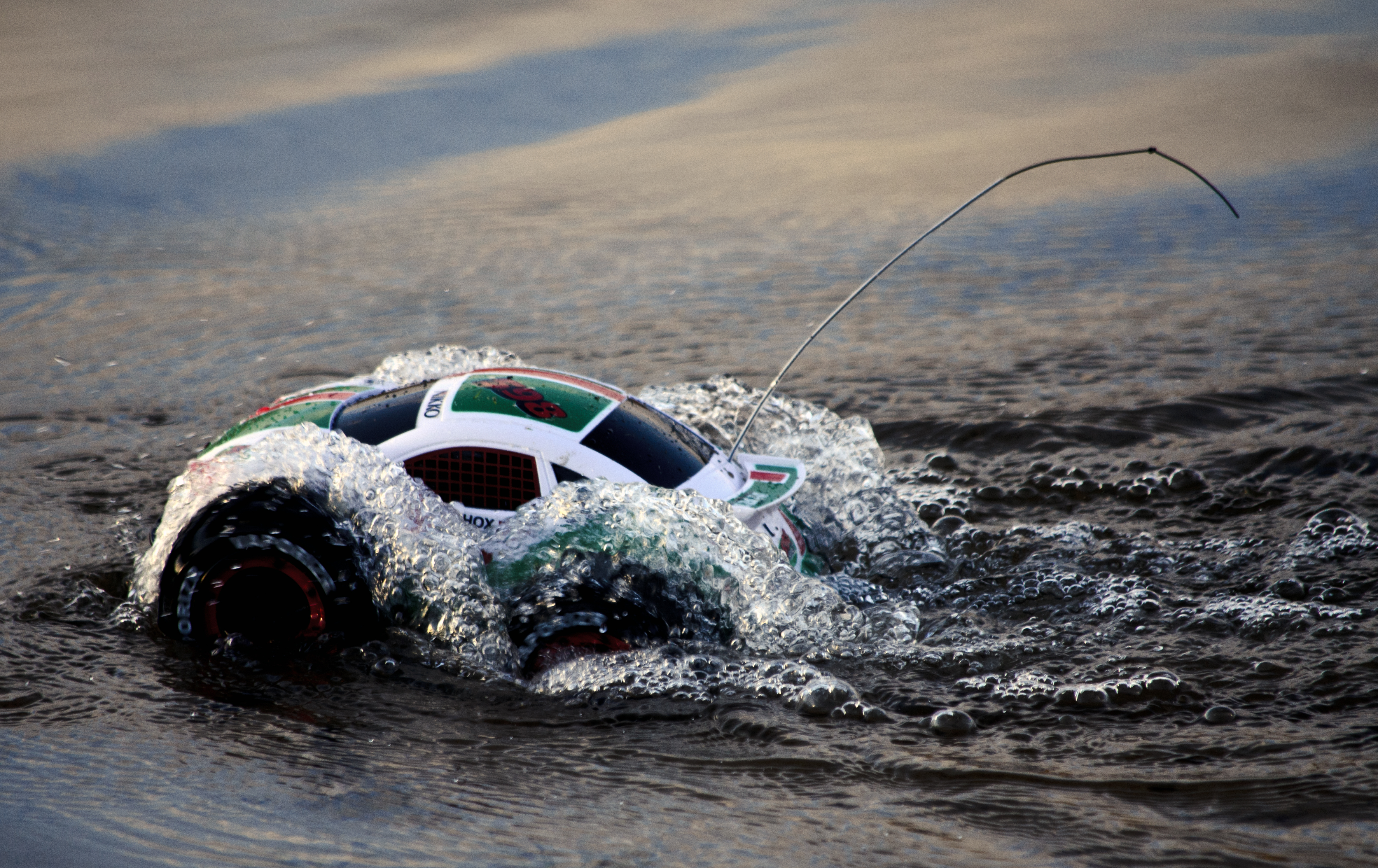
Nikko VaporizR

Nikko R/C è un'azienda produttrice di giocattoli radiocomandati, in particolare modellini di automobili (principalmente fuoristrada) comprendenti anche marchi in licenza, tra cui Dodge, Ford, Volkswagen, Chevrolet e Porsche.

## Storia
Nikko fu fondata nel 1958 in Giappone da Takeshi Hattori. Nel 1966 lanciò la sua linea di veicoli radiocomandati, mentre nel 1973 avviò la sua linea produttiva completa, la quale arrivò a comprendere una vasta gamma di veicoli che spaziavano dalle dune buggy alle auto da corsa, dai fuoristrada alle barche, dai veicoli d'azione speciali ai velivoli aerei.
Uno dei primi progetti Nikko fu la serie F10, costituita da modellini di dune buggy a due ruote motrici in scala 1:10, che ne ispirò altri simili, tra cui il Traxxas Cat.
Nel 1977 l'azienda espanse le proprie attività all'estero, aprendo stabilimenti di produzione negli Stati Uniti, in Canada, in Europa, in Asia, in Africa, in Australia, in Sud America e in Nuova Zelanda. Tra gli anni 1980 e gli anni 1990 i modellini radiocomandati Nikko vennero importati in Italia da GiG, che li commercializzò con il marchio GiG Nikko.
Nel 2014 Nikko venne acquisita dalla multinazionale produttrice di giocattoli Toy State, la quale rilevò sia le attività consolidate dei suoi uffici in Giappone e ad Hong Kong, sia il controllo della divisione europea di Nikko, la Nikko Entertainment BV.
Nel 2017 Toy State creò una nuova divisione del marchio Nikko dedicata ai droni, denominata Nikko Air, avviando al contempo una partnership triennale con la Drone Racing League.
Dopo che nel settembre 2018 Toy State International cessò le proprie attività, nel dicembre 2018 un gruppo di ex membri di Toy State fondò la Nikko Toys Ltd., la quale nel 2019 rilevò i diritti del marchio Nikko R/C assieme a quelli di Road Rippers e Machine Makers.